# Agatha Raisin
Pour les articles homonymes, voir Raisin (homonymie).
Agatha Raisin est une série télévisée policière britannique d'après la série de romans  Agatha Raisin de M. C. Beaton,, et diffusée à partir du 26 décembre 2014 sur la chaîne britannique Sky1. Elle est diffusée en France à partir de juin 2017 sur la chaîne France 3.
Cette série présente une certaine parenté de réalisation avec Desperate Housewives[réf. nécessaire]. La première saison est diffusée au Québec en rafale du lundi au vendredi du 4 juin 2018 au 13 juin 2018.

## Synopsis
Directrice de communication ayant fait fortune, Agatha Raisin, lassée de la vie citadine et des mondanités, décide d'acheter un cottage dans un village pittoresque des Cotswolds dans le Gloucestershire pour y couler une retraite paisible et quitter Londres.
Elle tente de s'intégrer à la vie locale de Carsely en participant à sa manière à un concours de la meilleure quiche. Mais l'un des jurés meurt empoisonné, et elle se retrouve soupçonnée de meurtre. L'inspecteur Wilkes est très incompétent et l'agent de police Wong est plein de bonne volonté mais très maladroit. Elle fait alors appel à son ami londonien Roy Silver, et emploie ses propres talents de détective pour résoudre le mystère.
Après ce premier succès, les habitants lui demandent d'enquêter sur les meurtres et les mystères du village. Elle flirte également avec un de ses voisins, le beau James Lacey.

## Distribution
- Ashley Jensen (VF : Blanche Ravalec) : Agatha Raisin
- Katy Wix (VF : Véronique Alycia) : Gemma Simpson
- Mathew Horne (VF : Pierre Tessier) : Roy Silver
- Jamie Glover (VF : Cyrille Monge) : James Lacey
- Jason Barnett (VF : Yann Pichon) : inspecteur Wilkes
- Matt McCooey (VF : Valéry Schatz) : agent de police Bill Wong
- Rhashan Stone (VF : Namakan Koné) : Jez (jouée par Kobna Holdbrook-Smith dans le pilote)
- Lucy Liemann (VF : Laëtitia Lefebvre) : Sarah Bloxby
- Caroline Langrishe : Sheila Barr
- Jason Merrells : Charles Fraith

## Production
Un épisode de 90 minutes est diffusé à la fin de décembre 2014, présenté comme une comédie policière pour la saison des fêtes. La musique est composée par Rupert Gregson-Williams.
Devant son succès, une première saison est tournée et diffusée en juin-juillet 2016 sur la chaîne britannique Sky1.
La saison 2 est produite à partir d'avril 2018.
La saison 3, commandée par la société américaine de streaming vidéo Acorn TV, est produite à partir de février 2019.
Une saison 4 est commandée par Acorn TV en février 2021.

## Épisodes

### Première saison (2014-2016)
1. Une recette qui tue (Agatha Raisin and the Quiche of Death, d'après le tome 1 La Quiche fatale), (réalisation Geoffrey Sax, scénario Stewart Harcourt)
  - première diffusion  France : 25 juin 2017 sur France3
2. Les Randonneurs de Dembley (Agatha Raisin and The Walkers of Dembley, d'après le tome 4 Randonnée mortelle), (réalisation Geoffrey Sax, scénario Chris Murray)
  - première diffusion  France : 25 juin 2017 sur France3
3. Les Cloches infernales (Agatha Raisin and Hell's Bells), (réalisation Geoffrey Sax, scénario Stewart Harcourt)
  - première diffusion  France : 25 juin 2017 sur France3
4. Meurtre à la source (Agatha Raisin and The Wellspring of Death, d'après le tome 7 À la claire fontaine), (réalisation Paul Harrison, scénario Chris Murray)
  - première diffusion  France : 2 juillet 2017 sur France3
5. Manque de pot (Agatha Raisin and The Potted Gardener, d'après le tome 3 Pas de pot pour la jardinière), (réalisation Paul Harrison, scénario Chris Murray)
  - première diffusion  France : 2 juillet 2017 sur France3
6. L'Infâme Vétérinaire (Agatha Raisin and The Vicious Vet, d'après le tome 2 Remède de cheval), (réalisation Roberto Bangura, scénario Chris Murray)
  - première diffusion  France : 2 juillet 2017 sur France3
7. Les Noces de glace (Agatha Raisin and The Day the Floods Came, d'après le tome 12 Crime et déluge), (réalisation Roberto Bangura, scénario Chris Niel)
  - première diffusion  France : 9 juillet 2017 sur France3
8. La Sorcière de Wyckhadden (Agatha Raisin and The Witch of Wyckhadden, d'après le tome 9 Sale temps pour les sorcières), (réalisation Geoffrey Sax, scénario Chris Murray)
  - première diffusion  France : 9 juillet 2017 sur France3
9. Crime et sacrement (Agatha Raisin and Murderous Marriage, d'après le tome 5 Pour le meilleur et pour le pire), (réalisation Geoffrey Sax, scénario Chris Murray)
  - première diffusion  France : 9 juillet 2017 sur France3

### Deuxième saison (2018-2019)
1. Le Magicien des ciseaux (The Wizard of Evesham, d'après le tome 8 Coiffeur pour dames), (réalisation Roberto Bangura, scénario Julia Gilbert)
  - première diffusion  France : 23 juin 2019 sur France3
2. Les Fées de Fryfam (The Fairies of Fryfam, d'après le tome 10 Panique au manoir), (réalisation Matt Carter, scénario Chris Murray)
  - première diffusion  France : 30 juin 2019 sur France3
3. Un pasteur pas banal (The Curious Curate), (réalisation Audrey Cooke, scénario Chris Neal)
  - première diffusion  France : 7 juillet 2019 sur France3

### Troisième saison (2019-2020)
1. La Maison hantée (The Haunted House, d'après le tome 14 Gare aux fantômes), réalisation Carolina Giammetta, scénario Julia Gilbert
  - Première diffusion  Suisse : 6 décembre 2020 sur RTS1
  - Première diffusion  France : 6 juin 2021 sur France3 (EJ)
2. La Danse fatale (The Deadly Dance, d'après le tome 15 Bal fatal), réalisation Roberto Bangura, scénario Chris Murray
  - Première diffusion  Suisse : 20 décembre 2020 sur RTS1
  - Première diffusion  France : 13 juin 2021 sur France3 (EJ)
3. L'Enfer de l'amour (The Love from Hell, d'après le tome 11 L'Enfer de l'amour)
  - Première diffusion  Suisse : 27 décembre 2020 sur RTS1
4. Du lard ou du cochon (And the pig that turned, d'après le tome 22 Du lard ou du cochon)
  - Première diffusion  Suisse : 3 janvier 2021 sur RTS1

### Quatrième saison (20..-20..)
1. ( Kissing Christmas Goodbye, d'après le tome 18 Un Noel presque parfait)
2. (Love, Lies and Liquor, d'après le tome 17 Câche-Câche à l'hôtel)
3. ( A spoonful of poison, d'après le tome 19 La kermesse fatale)
4. (There goes the bride, d'après le tome 20 Voici venir la mariée)

La saison 4 a été diffusé sur Sky One en 2022 - Sortie en DVD en Allemagne et en Angleterre. Non diffusée et sortie en dvd français à ce jour[Quand ?] depuis la diffusion TV de 2022.